# Muscari matritensis
Muscari matritensis är en sparrisväxtart som beskrevs av Ruíz Rejón och Al. Muscari matritensis ingår i släktet pärlhyacinter, och familjen sparrisväxter.
Artens utbredningsområde är Spanien. Inga underarter finns listade i Catalogue of Life.